# Щелкунчик (фильм-балет, 1993)
«Щелку́нчик» (англ. The Nutcracker) — американский фильм-балет с участием артистов труппы Нью-Йорк Сити балет, режиссёр Эмиля Ардолино (1993). Экранизация одноимённого спектакля Джорджа Баланчина на музыку Петра Ильича Чайковского по мотивам сказки Эрнста Теодора Амадея Гофмана «Щелкунчик и мышиный король» (1954, возобновление постановки — Питер Мартинс).

## Сюжет
В канун Рождества девочка Клара во сне попадает в мир, где игрушки больше, чем в реальной жизни. Она встречает Щелкунчика, который защищает её от мышиного короля.

## В ролях
- рассказчик — Кевин Клайн
- доктор Штальбаум — Роберт ла Фоссе
- фрау Штальбаум, его жена — Хизер Уоттс[англ.]
- Клара, их дочь — Джессика Линн Коэн
- Фриц, их сын — Питер Резник
- Дроссельмейер — Барт Кук
- племянник Дроссельмейера / Щелкунчик — Маколей Калкин
- Мышиный король — Роберт Лайон
- бабушка — Карин фон Арольдинген
- дедушка — Эдвард Бигелоу
- Арлекин — Рома Сосенко
- Коломбина — Катрина Киллиан
- Солдатик — Майкл Байерс
- Фея Драже — Дарси Кистлер[англ.]
- её кавалер — Дэмиен Вотцель[англ.]
- Капля росы — Кира Николс
- Кофе — Венди Вилан[англ.]
- Марципан — Маргарет Трейси
- Чай — Джин Хориучи[англ.]
- Карамель — Том Голд
- Шоколад — Лурдес Лопес и Нилас Мартинс
- Мамаша Жигонь — Уильям Отто